# نادي الفرسان
نادي الفرسان السعودي هو أحد أندية الدرجة الثالثة بمنطقة عسير في محافظة سراة عبيدة.